# Utilidad isoelástica
En economía, la función de utilidad isoelástica se utiliza para expresar la utilidad en términos de consumo o de alguna otra variable económica, que se esté estudiando. La función de utilidad isoelástica es un caso especial de la aversión absoluta al riesgo hiperbólica (HARA, por su siglas en inglés) y al mismo tiempo es la única clase de funciones de utilidad con aversión relativa al riesgo constante (CRRA, por sus siglas en inglés), por lo que también se conoce como la función de utilidad CRRA.
La función es:
{\displaystyle u(c)={\begin{cases}{\frac {c^{1-\eta }-1}{1-\eta }}&\eta >0{\text{, }}\eta \neq 1\\\log(c)&\eta =1\end{cases}}}
donde {\displaystyle c} es el consumo, {\displaystyle u(c)} la utilidad asociada y {\displaystyle \eta } es una constante que es positiva para agentes aversos al riesgo. Dado que los términos constantes aditivos en las funciones objetivo no afectan las decisiones óptimas, el término -1 en el numerador puede ser, y por lo general es, omitido (excepto cuando se establezca el caso límite de {\displaystyle \ln(c)}, como se muestra más adelante).
Cuando el contexto implica un riesgo, la función de utilidad se ve como una función de utilidad von Neumann-Morgenstern, y el parámetro {\displaystyle \eta } es el grado de aversión relativa al riesgo. La función de utilidad isoelástica es un caso especial de la aversión absoluta al riesgo hiperbólica, y se utiliza en los análisis que pueden, o no, incluir un riesgo subyacente.

## Parametrización empírica
Existe un debate considerable en la literatura económica y financiera en relación con el valor empírico de {\displaystyle \eta }. Mientras que los valores relativamente altos de {\displaystyle \eta } (tan altos como 50 en algunos modelos) son necesarios para explicar el comportamiento de los precios de los activos, algunos experimentos controlados han documentado comportamientos que son más congruentes con valores de {\displaystyle \eta } tan bajos como 1. Por ejemplo, Groom and Maddison (2019) estimaron el valor de {\displaystyle \eta } en 1.5 para el Reino Unido, mientras que Evans (2005) estimó su valor en aproximadamente 1.4 para 20 economías de la OCDE.

## Características de aversión al riesgo
Esta y sólo esta función de utilidad tiene la característica de aversión relativa al riesgo constante. Matemáticamente, esto significa que {\displaystyle -c\cdot u''(c)/u'(c)} es una constante, específicamente {\displaystyle \eta }. En los modelos teóricos a menudo esto tiene la consecuencia de que la toma de decisiones se ve afectada por la escala. Por ejemplo, en el modelo estándar de un activo libre de riesgo y un activo de riesgo, bajo la aversión relativa al riesgo constante, la fracción de la riqueza de asignada de manera óptima en el activo de riesgo es independiente del nivel de riqueza inicial.

## Casos especiales
- {\displaystyle \eta =0}: Correspondiente a la neutralidad al riesgo, porque utilidad es lineal en {\displaystyle c}.
- {\displaystyle \eta =1}: En virtud de la regla de l'Hôpital, el límite de {\displaystyle u(c)} es {\displaystyle \ln(c)} conforme {\displaystyle \eta } tiende a uno:

{\displaystyle \lim _{\eta \rightarrow 1}{\frac {c^{1-\eta }-1}{1-\eta }}=\ln(c)}
lo que justifica la convención de usar el valor límite {\displaystyle u(c)=\ln(c)} cuando {\displaystyle \eta =1}. 
- {\displaystyle \eta } → {\displaystyle \infty }: Este es el caso de aversión al riesgo infinita.